# Хорватська весна

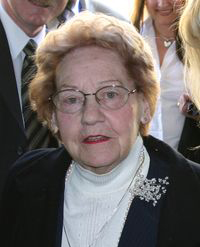
Учасниця Хорватської весни Савка Дабчевич-Кучар, перша в Європі жінка прем'єр-міністр

Хорватська весна (хорв. Hrvatsko proljeće) — назва політичного руху, що виник наприкінці 60-х — початку 70-х років ХХ століття в Соціалістичній Республіці Хорватії. Зародившись у СР Хорватія, рух поширився й на СР Боснія і Герцеговина та на САК Воєводина, що у складі СР Сербія (в якому хорвати становили значний відсоток, а подекуди й більшість). З цієї причини багато переслідуваних за участь у русі походили не тільки з СР Хорватія, а й з інших колишніх югославських республік.
Метою руху була підтримка хорватської національної ідентичності в СФРЮ Тіто і досягнення більшої автономії для СР Хорватія. Вимагалося визнання окремої хорватської мови і культури замість спільної сербсько-хорватської мови. Політичні супротивники також називали його масовий рух (хорв. masovni pokret) або MASPOK.
Рух зародився в середовищі хорватської інтелігенції за активної підтримки студентства, коли група впливових хорватських поетів і мовознавців оприлюднила в 1967 році Декларацію про назву і статус хорватської літературної мови. Після 1968 року патріотичні цілі цього документа переросли в загально-хорватський рух за більші права для Хорватії, який дістав всенародну підтримку, особливо серед багатьох студентських організацій. Союз комуністів Хорватії не залишався осторонь, прагнучи більшої фінансової і політичної децентралізації в Югославії.
Серед головних вимог було розширення громадянських прав для жителів СР Хорватія, з-поміж яких чільне місце посідало право пишатися власною історією. Це дратувало комуністичний уряд Тіто, який, хоча і не забороняв націоналістичні[джерело?] почуття, але й не виставляв їх напоказ, позаяк рани Другої світової війни були ще свіжі. Тому тогочасний югославський уряд розглядав «хорватську весну» як свого роду відродження хорватського фашизму з часів Другої світової війни. Рух дістав назву в ЗМІ офіційного Белграда «націоналістична контрреволюція». Багато студентів, що взяли участь у демонстраціях на підтримку цього руху, було заарештовано в 1971 році і засуджено до тривалих тюремних ув'язнень. Керівництво СКХ було змінено, а чимало представників інтелігенції звільнено.

## ‎Переслідувані визначні «весняни»
| - Савка Дабчевич-Кучар - Драгутин Харамія - Сречко Бієлич - Перо Піркер - Франьо Туджман - Влатко Павлетич - Бруно Бушич - Міко Тріпало - Іван Звонимир-Чичак - Анте Параджик - Дражен Будіша - Петар Крісте - Марко Веселиця - Шіме Джодан - Хрвоє Шошич - Віце Вуков - Стіпе Месич - Анте Вукасович | - Іво Шкрабало - Балінт Вуйков - Матія Полякович - Петар Шарчевич - Анте Секулич - Юрай Лончаревич - Нацо Зелич - Бела Габрич - Лазар Меркович - Миливой Прчич |